# 圣瓦莱留-达纳蒂维达迪
圣瓦莱留-达纳蒂维达迪是巴西托坎廷斯州的一个市镇。总面积2519.572平方公里，总人口4885人，人口密度1.9人/平方公里。